# Canadian Grenadier Guards
Die Canadian Grenadier Guards (deutsch Grenadier-Garde) ist ein in Montreal stationiertes Reserve-Infanterie-Regiment der Canadian Army. Sie sind neben den Governor General’s Foot Guards und den berittenen Governor General’s Horse Guards das dritte Household-Regiment der kanadischen Monarchie. Der Colonel of the Regiment ist traditionell der kanadische Generalgouverneur, seit 2021 Mary Simon.

## Geschichte
Die Canadian Grenadier Guards wurden im Jahre 1859 als First Battalion Volunteer Militia Rifles of Canada gegründet. Zwischenzeitlich als Prince of Wales’ Fusiliers bezeichnet, ist Canadian Grenadier Guards seit dem 29. Dezember 1911 die offizielle Bezeichnung.
Im Ersten Weltkrieg (1914–18) kämpften die Canadian Grenadier Guards an der Westfront. Im Zweiten Weltkrieg war das Regiment an der Invasion in der Normandie und dem Pazifikkrieg beteiligt.

## Die Grenadier Guards heute
Nach dem Zweiten Weltkrieg war das Regiment u. a. in Afghanistan tätig. Daneben nahm das Regiment auch sein traditionelles Privileg wahr, den Monarchen und den kanadischen Generalgouverneur zu beschützen. Die Grenadier Guards sind heute ein leichtes Infanterie-Regiment der Reserve.
Der Regimentsmarsch der Guards ist The British Grenadiers, der Wahlspruch des Regiments entspricht wie der der britischen Grenadier Guards dem des englischen Hosenbandordens: Honi soit qui mal y pense.